# Denise Rosenthal Live
Denise Rosenthal Live —en español: "Denise Rosenthal En Vivo: Gira"— es la primera gira de la cantante de pop chilena Denise Rosenthal, antes de hacerse conocida como D-Niss. Empezó en Coquimbo y culminó en Santiago en el marco de la 1.er versión de la feria Mercado convite en octubre de 2013. El motivo fue promover el material de estudio de la cantante. Visitó varios lugares de Chile, compartiendo escenario con Bastian Herrera, también conocido como Dj Bast.

## Antecedentes

### Desarrollo
La gira comenzó a promocionarse a mediados de marzo de 2012, dando el puntapié inicial el 31 de marzo con más de 500 personas en la Disco Touch & Go de Concepción, un show simple de cuatro canciones, entre las que se encontraba un remix de El Blog de la Feña. Se sumaron dos nuevas fechas durante abril y otra en julio para Viña del Mar. D-Niss marcó el regreso de su gira con un show completamente renovado, volviendo a los escenarios el 17 se septiembre de 2012 en el Club Divino de Viña Del Mar. Contó con el recinto lleno, presentando nuevas canciones y en compañía de 6 bailarines, causando un revuelo tal que sumó nuevas fechas en Coquimbo, por segunda vez, y por primera vez en Talca. Su prueba de fuego fue en Santiago el 15 de noviembre en Club Miel de Providencia, y así sucesivamente.

### Preparación
Para sus primeros shows, D-Niss se presentaba en compañía de Bastian Herrera (Dj Bast). Su regreso en septiembre incluyó un grupo de bailarines reclutados a través de su sitio web para preparar coreografías durante más de un mes, con el objetivo de presentar un show de calidad y nivel internacional. Cabe destacar que solo cuatro conciertos se desarrollaron con baile y música en vivo.

### Showen Santiago
Desde que comenzó la gira de shows en Chile, los seguidores de Santiago esperaron el espectáculo durante meses. Este se pudo concretar finalmente el 15 de noviembre, cuando D-Niss dio el anuncio durante el mes de octubre. Las entradas se pusieron a la venta bajo sistema Tiketeck un mes antes, y el recinto en esta ocasión sería el Club Miel de Providencia. El concierto tuvo una gran recepción con más de 1500 seguidores.

## Lista de canciones
| Concepción y Coquimbo |
| --- |
| 1. Men 2. Si Tú Me Quieres (Mix Versión 2012) 3. La Vida Sin Ti (Mix Versión 2012) 4. I Wanna Give My Heart (Remix Dj Bast) |

| Antofagasta |
| --- |
| 1. Men 2. Si Tú Me Quieres (Mix Versión 2012) 3. Eres La Luz (Acústico) 4. Las Horas (Acústico) 5. No Quiero Escuchar Tu voz (Acústico) 6. Espérame (Acústico) 7. La Vida Sin Ti (Mix Versión 2012) 8. I Wanna Give My Heart (Remix Dj Bast) |

| Viña del Mar |
| --- |
| 1. Men 2. Si Tú Me Quieres (Mix Versión 2012) 3. La Vida Sin Ti (Mix Versión 2012) 4. Just Better Alone 5. I Wanna Give My Heart (Remix Dj Bast) |

| Viña del Mar, Coquimbo, Talca Y Santiago |
| --- |
| 1. Just Better Alone (Remix Ft. El Demonio) 2. Men 3. Si Tú Me Quieres (Mix Versión 2012) 4. La Vida Sin Ti (Interludio Mix Versión 2012) 5. Cant Stop Me (Canción Inédita) 6. I Wanna Give My Heart (Remix Dj Bast) 7. Dance |

| Concepción                                                                                      |
| ----------------------------------------------------------------------------------------------- |
| 1. Men 2. Si Tú Me Quieres (Mix Versión 2012) 3. I Wanna Give My Heart (Remix Dj Bast) 4. Dance |

| Santiago |
| --- |
| 1. Men 2. Just Better Alone 3. Dance 4. Revolution (Canción Exclusiva/Por Primera Vez en Vivo) 5. Star (Canción Exclusiva/Por Primera Vez en Vivo) 6. I Wanna Give My Heart 7. Fiesta (Por Primera vez en vivo) |

## Fechas
| Fecha                          | Ciudad       | País  | Recinto                    |
| ------------------------------ | ------------ | ----- | -------------------------- |
| Sábado 31 de marzo de 2012     | Concepción   | Chile | Touch & Go                 |
| Sábado 21 de abril de 2012     | Coquimbo     | Chile | Otsu Club                  |
| Viernes 27 de abril de 2012    | Antofagasta  | Chile | Sala Murano                |
| Domingo 1 de julio de 2012     | Viña del Mar | Chile | Club Divino                |
| Lunes 17 de septiembre de 2012 | Viña del Mar | Chile | Club Divino                |
| Domingo 14 de octubre de 2012  | Coquimbo     | Chile | Otsu Club                  |
| Sábado 3 de noviembre de 2012  | Talca        | Chile | Taboo Club                 |
| Jueves 15 de noviembre de 2012 | Santiago     | Chile | Club Miel                  |
| Viernes 22 de marzo de 2013    | Concepción   | Chile | Universidad Del Desarrollo |
| Domingo 13 de octubre de 2013  | Santiago     | Chile | Feria Mercado Convite      |

- Datos: Q5802701